# Inverness (Califórnia)
Inverness é uma Região censo-designada localizada no estado americano da Califórnia, no Condado de Marin.

## Demografia
Segundo o censo americano de 2000, a sua população era de 1421 habitantes.

## Geografia
De acordo com o United States Census Bureau tem uma área de 16,6 km², dos quais 15,5 km² cobertos por terra e 1,1 km² cobertos por água. Inverness localiza-se a aproximadamente 45 m acima do nível do mar.

## Localidades na vizinhança
O diagrama seguinte representa as localidades num raio de 24 km ao redor de Inverness.